# Herman Horn Johannessen
Pour les articles homonymes, voir Johannessen.
Herman Horn Johannessen est un skipper norvégien né le 5 avril 1964 à Oslo.

## Carrière
Herman Horn Johannessen obtient une médaille de bronze olympique de voile en classe Soling aux Jeux olympiques d'été de 2000 de Sydney.